# Marija Orłowa
Marija Siergiejewna Orłowa (ros. Мария Сергеевна Орлова; ur. 14 kwietnia 1988 w Leningradzie) – rosyjska skeletonistka, brązowa medalistka mistrzostw świata.

## Kariera
Największy sukces w karierze osiągnęła w 2015 roku, kiedy wspólnie z Aleksandrem Trietjakowem, Aleksandra Rodionową, Nadieżdą Palejewą, Aleksandrem Kasjanowem i Iłwirem Chuzinem wywalczyła brązowy medal w zawodach drużynowych podczas mistrzostw świata FIBT w Winterbergu. Jest to jedyny medal wywalczony przez nią na międzynarodowej imprezie tej rangi. W 2014 roku wzięła udział w igrzyskach olimpijskich w Soczi, zajmując szóste miejsce. W listopadzie 2017 roku MKOl zdyskwalifikował ją za stosowanie dopingu.